# Hercostomus cylindripyga
Hercostomus cylindripyga är en tvåvingeart som beskrevs av Stackelberg 1931. Hercostomus cylindripyga ingår i släktet Hercostomus och familjen styltflugor. Inga underarter finns listade i Catalogue of Life.